# Longa '59 Lichtenvoorde
Longa´59 est un club néerlandais de volley-ball fondé en 1959 et basé à Lichtenvoorde qui évolue pour la saison 2014-2015 en Dames Derde divisie A.

## Palmarès
- Championnat des Pays-Bas
  - Vainqueur : 2004, 2005.
  - Finaliste : 2006, 2007.
- Coupe des Pays-Bas
  - Vainqueur : 2002, 2004, 2005.
  - Finaliste : 2003, 2006, 2007.
- Supercoupe des Pays-Bas
  - Vainqueur : 2003, 2004, 2005.
  - Finaliste : 2002, 2006, 2007.